# Парада поноса у Приштини
Парада поноса у Приштини је парада поноса која се одржава сваке године у Приштини. Први пут је приређена 2017. године. Демонстранти се окупљају на Скендербеговом тргу и марширају до Трга Захир Пајазити.

## Историја
Прва парада поноса у Приштини одржана је 10. октобра 2017. под слоганом „У име љубави”. У поворци је учествовало неколико стотина људи, међу којима и тадашњи председник делимично признате државе Косово, Хашим Тачи. Пошто су дан пре манифестације медији од непознатих особа примили поруку у којој је учесницима прећено смрћу, поворку је обезбеђивао велики број припадника полиције.
Друга, Парада поноса 2018. одржана је 10. октобра под слоганом „У име слободе”. Трећа, Парада поноса 2019. одржана је 10. октобра 2019. под слоганом „За кога ти срце куца”.
Четврта, Парада поноса 2020. одржана је 17. октобра под слоганом „Хоћу”. Због пандемије ковида 19 није било поворке, већ су се представници заједнице провозали аутомобилима.
Пета, Парада поноса у Приштини 2021. одржана је 1. јула под слоганом „Заједно и поносни”. Као и у претходним годинама, догађај је протекао без инцидената.